# Шлюбна ніч (фільм)
«Шлюбна ніч» (англ. The Wedding Night) — художній фільм Кінга Відора з Анною Стен та Гарі Купером в головних ролях.

## Сюжет
В пошуках натхнення для своєї нової книги, яка має зарадити матеріальній скруті, молодий письменник Тоні Барет (Гарі Купер) вирушає з дружиною в родовий маєток. Тут він знайомиться з сусідами Новаками — родиною польських емігрантів, що займаються вирощуванням тютюну, й заприязнюється з дочкою пана Новака Манею (Анна Стен). Спрагла розваг, дружина Барета невдовзі повертається в місто. Барет розпочинає писати новий роман, надихаючись спостереженнями ідилічного сільського життя емігрантів.
Між ним і Манею народжується кохання.
Але консервативна родина Новаків вважає тісне спілкування Барета та Мані таким, що плямує честь дівчини і вирішує якнайшвидше видати її заміж за Фредеріка, з яким вона заручена.
Прийшовши відкрити свої почуття письменнику в переддень весілля, Маня наражається на агресію дружини Барета, яка повернулась з міста. Вона впізнає в Мані прототипа головної героїні романа чоловіка й запобігає їхній зустрічі.
На весіллі, куди потрапляє й Барет, розпочинається скандал, спровокований п'яним Фредеріком. Рознімаючи Барета і Фредеріка, Маня смертельно травмується, падаючи зі сходів.

## Доля фільму
1935 року фільм отримав приз за режисуру на Венеційському кінофестивалі. Цей фільм вважається піком зіркової кар'єри Анни Стен. Зазнавши касових втрат від прокату фільму, продюсер Семюел Голдвін розірвав контракт з Анною Стен, після чого її кар'єра пішла на спад.

## В ролях
- Анна Стен — Маня
- Гарі Купер — Тоні Барет
- Зігфрід Рюман — Ян Новак, батько Мані
- Гелен Вінзор — дружина Барета
- Ральф Белламі — наречений Мані
- Волтер Бреннан — Білл Дженкінс